# Третій шлях (центризм)

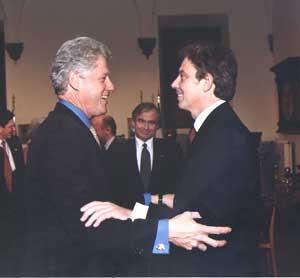
Білл Клінтон та Тоні Блер — прихильники третього шляху.

Третій шлях — загальний термін, яким позначають різноманітні політичні позиції, що намагаються уникнути крайностей лівиці й правиці. Здебільшого погляди політиків третього шляху намагаються сумістити економіку правих із соціальними програмами лівих. Пошуки третього шляху характерні для частини соціал-демократів та соціал-лібералів. З іншого боку вони потрапляють під критику як прихильників принципу laissez-faire як непослідовні, так і з боку комуністів, як зрадницькі щодо лівих цінностей.
Упродовж історії та в різних державах термін «третій шлях» вживався в різних значеннях. На початку 20 століття прибічниками третього шляху називали себе прогресивісти, в 1950-х — ордоліберали, наприклад, Вільгельм Репке. Британський прем'єр-міністр Гарольд Макміллан написав книгу «Середній шлях».
У Британії відомим прибічником третього шляху був Ентоні Гідденс. Під його впливом перебували прем'єр-міністри Тоні Блер та Ґордон Браун. Своїм ідеалом вони бачили «етичний соціалізм», на противагу традиційним соціалістичним поглядам державаного контролю з економікою.
У США прибічники третього шляху підтримують фіскальний консерватизм більше, ніж традиційні соціальні ліберали, закликають до заміни програм соціального забезпечення програмами підтримки тих, хто працює. На думку Стівена Сковронека ідеологію третього шляху підтримував президент Білл Клінтон.
Іншими прибічниками третього шляху називають Гергарда Шредера, Фернанду Енріке Кардозу, Віма Кока , Жозе Сократеша.